# Шатойський район
Шатойський район (чеч. Шуьйтан Кlошт) — адміністративний район в гірській частині південної Чечні.
Адміністративний центр — село Шатой.

## Географія
Межує на півночі з Грозненським районом Чечні, на півдні — з Ітум-Калінським, на сході — з Шаройським, на заході — з Урус-Мартанівським районами республіки. Площа території району — 505 км².
Значну частину району займає Аргунська ущелина.

## Населення
Щільність населення — 55 осіб на 1 км².
Національний склад
Національний склад населення району за даними Всеросійського перепису населення 2010 року:
| Народ                      | Чисельність, чол. | Частка від усього населення,% |
| -------------------------- | ----------------- | ----------------------------- |
| чеченці                    | 13232             | 78,71%                        |
| росіяни                    | 2076              | 12,35%                        |
| аварці                     | 211               | 1,26%                         |
| кумики                     | 201               | 1,20%                         |
| казахи                     | 113               | 0,67%                         |
| лезгини                    | 68                | 0,40%                         |
| татари                     | 67                | 0,40%                         |
| інші                       | 746               | 4,44%                         |
| не зазначили і відмовилися | 98                | 0,58%                         |
| усього                     | 16812             | 100,00%                       |